# Kirill Troussov
Kirill Troussov (in russo Кирилл Александрович Трусов?, Kirill Aleksandrovič Trusov; Leningrado, 7 marzo 1982) è un violinista e insegnante di violino tedesco di origini russe. Vive a Monaco di Baviera.

## Carriera
Kirill Troussov ha cominciato a suonare il violino all'età di quattro anni. La sua insegnante era Irina Etigon al conservatorio di San Pietroburgo. Nel 1990 la sua famiglia si è trasferita in Germania dove ha continuato con gli studi a Lübeck Academy of Music e Hochschule für Musik und Tanz Köln fino al 2005 con professore Zachar Bron. Ha concluso gli studi (prof. Christoph Poppen) all'università Hochschule für Musik und Theater München con il Master of Arts (Konzertexamen/Meisterklasse). Tra i suoi mentor sono Igor' Ojstrach e Yehudi Menuhin.

## Biografia
Ha debuttato nel 1990 a Mosca con L'Orchestra nazionale russa condotta da Arnold Katz. Fino ad oggi Kirill Troussov ha suonato con le orchestre più importanti del mondo, tra le quali La Staatskapelle Berlin, L'Orchestra del Gewandhaus di Lipsia, L'Orchestre de Paris, L'Orchestre national de France, L'Orchestre national de Montpellier Languedoc-Roussillon, La Academy of St. Martin in the Fields, La Wuhan Symphony Orchestra, L'Orchestra Filarmonica Ceca, La Southwest German Radio Symphony Orchestra, I Filarmonici di Monaco, L'Orchestra sinfonica di Bamberga, L'Orchestra nazionale russa, L'Orchestra del Maggio Musicale Fiorentino e tante altre. Ha collaborato con conduttori internazionali come Sir Neville Marriner, Daniele Gatti, Lawrence Foster, Jiří Bělohlávek, David Stern, Christoph Poppen, Vladimir Spivakov, Mikko Franck, Krzysztof Urbanski e Louis Langrée, per nominare alcuni.
I momenti più brillanti delle stagioni concertistiche passate includono - performance al BBC Proms, tournée in Asia con Verbier Festival Chamber Orchestra, sostituzione di Gidon Kremer al Théâtre des Champs-Élysées a Parigi con L'Orchestre national de France condotta da Daniele Gatti. Ha suonato il Violin Concerto No. 1 di Béla Bartók e Music for Violin and Orchestra di Rudi Stephan. Il concerto è stato trasmesso dal vivo da Radio France ed è stato molto acclamato dalla stampa. Come solista, musicista da camera ed insegnante Kirill Troussov viene regolarmente invitato ai festival tra i quali il Verbier Festival, il Menuhin Festival Gstaad, il Schleswig-Holstein Musik Festival, il Ludwigsburger Schlossfestspiele ed il Kronberg Academy a Francoforte sul Meno. Tra le sale da concerti nelle quali si è esibito si trovano: la Philharmonie Berlin e la Konzerthaus Berlin, il Concertgebouw ad Amsterdam, il Palais des Beaux-Arts a Bruxelles, il Théâtre du Châtelet, il Théâtre des Champs-Élysées, l'Auditorium du Louvre a Parigi, il De Doelen a Rotterdam e l'Auditorio Nacional de Música a Madrid.
Troussov offre regolarmente delle Masterclass per il Violino in tutto il mondo – tra gli altri a Mozarteum Salzburg, European Music Institute Vienna, Vienna Masterclasses, Kronberg Academy a Francoforte sul Meno, Cina, Stati Uniti, Giappone e Australia.
Kirill Troussov è attivo anche come membro della giuria ai vari concorsi internazionali di violino, tra i quali anche il famoso concorso internazionale Schoenfeld in Cina.
Kirill Troussov è inoltre anche un musicista da camera appassionato e collabora con artisti come Jurij Bašmet, Mischa Maisky, Heinrich Schiff, Frans Helmerson, Christian Zacharias, Sol Gabetta, Yuja Wang, Julian Rachlin, Daniel Hope, Natal'ja Gutman, Dmitrij Sitkovecki, Gautier Capuçon e Julien Quentin.

## Strumenti
- 1997–2006: Troussov suonava il violino Le Renyier di Antonio Stradivari dal 1727, fornito dalla compagnia di beni di lusso LVMH (Louis Vuitton Moët Hennessy)
- Dal 2006 Kirill Troussov suona il violino The Brodsky di Antonio Stradivari sul quale Adol'f Brodskij ha debuttato con il Violin Concerto di Pëtr Il'ič Čajkovskij il 4 dicembre 1881. Il violino è un prestito privato[18].

## Onorificenze
- 1993: Primo premio al concorso internazionale del violino Oleg Kagan
- 1993: Premio a Yehudi Menuhin concorso internazionale per i giovani violinisti a Folkestone
- 1994: Primo premio al concorso internationale Henryk Wieniawski Violin Competition
- 1994: Davidoff Preis al Schleswig-Holstein Musik Festival
- 1995: Reuters-Scholarship al Verbier Festival
- 1998: Premio di cultura Europeo Pro-Europa Europäischer Kulturpreis
- 2003: Yamaha premio musicale

## Discografia
- 1994: CD - Niccolò Paganini Violin Concerto No. 1, con Sinfonia Varsovia, condotto da Justus Frantz - Davidoff Preis - premio al Schleswig-Holstein Musik Festival
- 1999: Recital CD (EMI Classics) con sua sorella Alexandra Troussova (pianoforte) – composizioni di Beethoven, Brahms, Wieniawski, Rimsky-Korsakov e Zimbalist - premi Diapason d'Or della rivista Diapason,Choc della rivista Le Monde de la musique e Recommandé della rivista Classica (magazine).
- 2003: Recital CD (Musica Numeris) con Alexandra Troussova – composizioni di Prokofiev e Beethoven
- 2011: CD (Naxos Records).[3] Reinhard Schwarz-Schilling Violin Concerto con Staatskapelle Weimar condotto da José Serebrier
- 2011: Troussov fa parte del DVD di Yuja Wang con Kurt Masur – composizioni di Mendelssohn[19]
- 2014: CD (Farao Classics) – composizioni di Mendelssohn
- 2015: CD Memories (MDG) con Alexandra Troussova
- 2016: CD Emotions (MDG) con Alexandra Troussova